# South Plainfield
South Plainfield és una població dels Estats Units a l'estat de Nova Jersey. Segons el cens del 2007 tenia 22.696 habitants.

## Demografia
Segons el cens del 2000, South Plainfield tenia 21.810 habitants, 7.151 habitatges, i 5.856 famílies. La densitat de població era de 1.007,3 habitants/km².
Dels 7.151 habitatges en un 37,6% hi vivien nens de menys de 18 anys, en un 66,8% hi vivien parelles casades, en un 10,9% dones solteres, i en un 18,1% no eren unitats familiars. En el 15,3% dels habitatges hi vivien persones soles el 7,5% de les quals corresponia a persones de 65 anys o més que vivien soles. El nombre mitjà de persones vivint en cada habitatge era de 3,01 i el nombre mitjà de persones que vivien en cada família era de 3,35.
Per edats la població es repartia de la següent manera: un 25,1% tenia menys de 18 anys, un 7,2% entre 18 i 24, un 29,9% entre 25 i 44, un 23,7% de 45 a 60 i un 14,1% 65 anys o més.
L'edat mediana era de 38 anys. Per cada 100 dones de 18 o més anys hi havia 92,6 homes.
La renda mediana per habitatge era de 67.466 $ i la renda mediana per família de 72.745 $. Els homes tenien una renda mediana de 47.465 $ mentre que les dones 34.329 $. La renda per capita de la població era de 25.270 $. Aproximadament el 2,3% de les famílies i el 3,4% de la població estaven per davall del llindar de pobresa.

## Poblacions més properes
El següent diagrama mostra les poblacions més properes.